# Birdwatcher
Birdwatcher est un album du clarinettiste de jazz français Michel Portal sorti en 2007. Cet album a été nommé Album jazz instrumental de l'année aux Victoires du jazz en 2007.

## Titres de l'album
Part 1
| No | Titre            | Musique                                                                       | Durée |
| -- | ---------------- | ----------------------------------------------------------------------------- | ----- |
| 1. | Nada Mas         | Michel Portal                                                                 | 6:29  |
| 2. | Lanterne helvète | Michel Portal - Jef Lee Johnson - Tony Hymas - Sonny Thompson - Michael Bland | 5:25  |
| 3. | The sandpiper    | Michel Portal                                                                 | 6:38  |
| 4. | The bad waitress | Michel Portal - Jef Lee Johnson - Tony Hymas - Sonny Thompson - Michael Bland | 2:57  |
| 5. | Lake Street      | Michel Portal                                                                 | 10:30 |
| 6. | Tadorna          | Michel Portal                                                                 | 11:16 |
| 7. | Distira lanoan   | Michel Portal                                                                 | 6:07  |

Part 2
| No  | Titre            | Musique                                                                       | Durée |
| --- | ---------------- | ----------------------------------------------------------------------------- | ----- |
| 8.  | Calicot vanity   | Michel Portal                                                                 | 4:38  |
| 9.  | Lanterne helvète | Michel Portal - Jef Lee Johnson - Tony Hymas - Sonny Thompson - Michael Bland | 1:11  |
| 10. | Impatience       | Michel Portal                                                                 | 7:23  |
| 11. | Blue lighthouse  | Michel Portal - Jef Lee Johnson - Tony Hymas - Sonny Thompson - Michael Bland | 1:59  |

## Personnel
- Michel Portal : clarinette basse (sur 01 à 06, 08, 11), clarinette (07), saxophone alto (10) et soprano (06)
- Tony Malaby : saxophone ténor (sur 01, 03, 05 à 07, 10)
- Tony Hymas : piano et clavier (sur 01 à 08, 10, 11)
- Erik Fratzke : guitare électrique (sur 01, 03, 05 à 07, 10), basse électrique (8)
- François Moutin : contrebasse (sur 01, 03, 06, 08)
- JT Beates : batterie (sur 01, 03, 05 à 08, 10)
- Airto Moreira : percussions (sur 01, 03, 05 à 08, 10)
- Jef Lee Johnson : guitare électrique (sur 02, 07, 09, 11)
- Sonny Thompson : basse électrique (sur 02, 07, 09, 11)
- Michael Bland : batterie (sur 02, 07, 09, 11)